# Laranjais
Laranjais é um distrito de Itaocara, município do estado do Rio de Janeiro.
com 20.000 habitantes

## História
O território do atual distrito de Laranjais pertenceu ao município de Cantagalo, quando este era atrelado ao distrito de Santa Rita do Rio Negro, e neste se localizava a Fazenda de Laranjeiras, vendida pelo Barão de São Clemente a Álvaro Ferreira de Morais e que foi, sem dúvida, o verdadeiro embrião do hoje 2° Distrito de Itaocara, Laranjais.
O distrito abrigou as instalações do Engenho Central Laranjeiras, construída por ingleses e sendo uma das mais importantes usinas de produção de açúcar e derivados do Brasil no século XIX. Graças ao grande número de funcionários do engenho, surgiram os primeiros loteamentos que originaram as primeiras ruas do distrito. 
Todos os seus produtos eram escoados através de um ramal ferroviário particular que se interligava com a Linha do Cantagalo (antiga E.F. Cantagallo) da Estrada de Ferro Leopoldina, que direcionava-os ao Rio de Janeiro, além desta atender a região por meio do transporte de passageiros.
A linha da Leopoldina acabaria desativada e erradicada na década de 1960 e tendo sua estação ferroviária demolida pouco tempo depois, o que comprometeu o transporte de cargas da usina de açúcar, que já vinha sofrendo com as constantes crises do setor açucareiro, vindo a encerrar suas atividades em 1972. Com isso, houve uma grande êxodo populacional no distrito, que passaria por um período difícil.
Porém com a descoberta de uma reserva de calcário em seus arredores e apostando no turismo rural fluminense, Laranjais voltaria a se destacar economicamente. Hoje, as grandes atrações turísticas da região são as antigas instalações do Engenho Central Laranjeiras, as tradicionais e antigas casas que abrigaram os funcionários da usina, além da belíssima paisagem da região. 